# Hawking (película)
Hawking es una dramatización televisiva de la BBC sobre los primeros años de Stephen Hawking como estudiante en la Universidad de Cambridge, después de su búsqueda del "principio de los tiempos" y su valiente lucha contra la enfermedad de la motoneurona. Está protagonizada por Benedict Cumberbatch y fue estrenada el 13 de abril de 2004.

## Argumento
En su fiesta de cumpleaños número 21, Stephen, conoce a una nueva amiga, Jane Wilde. Hay una fuerte atracción entre los dos y Jane se siente intrigada por la charla sobre las estrellas y el universo de Stephen, pero se da cuenta de que hay algo muy mal con Stephen cuando de repente se da cuenta de que no es capaz de ponerse de pie. Los resultados hospitalarios son un diagnóstico terrible. Stephen está sufriendo de la enfermedad de las neuronas motoras y los médicos no esperan que sobreviva por más de dos años. Stephen regresa a Cambridge donde el nuevo trimestre ha empezado sin él. Pero no puede esconderse de la realidad de su condición a través del trabajo, porque no puede encontrar un tema para su tesis doctoral. Mientras sus compañeros se lanzan a la vida académica y universitaria, la vida de Stephen parece haber quedado en pausa. Rechaza la ayuda de su supervisor, Denis Sciama, y se hunde en la depresión.
Sólo las reuniones esporádicas de Stephen con Jane parecen mantenerlo a flote. La teoría dominante en la cosmología es la teoría de Estado Estacionario, que sostiene que el universo no tuvo principio, que siempre ha existido y siempre lo hará y está teoría es dominada por el profesor Fred Hoyle, uno de los primeros comentaristas de televisión de ciencia. Stephen tiene un primer indicio de un trabajo de Hoyle, que se presentará en una conferencia en la Sociedad Real.
Trabaja a través de los cálculos, identifica un error, y se enfrenta públicamente a Hoyle después de que ha terminado de hablar. Su comentario provoca un gran revuelo en el departamento, pero, más importante aún, parece dar a Stephen la confianza para empezar a trabajar en su propio trabajo. Casi al mismo tiempo, Stephen se introduce a una nueva forma de pensar acerca de su tema por otro físico Roger Penrose. La topología es un enfoque que utiliza conceptos de forma más que ecuaciones para pensar acerca de la naturaleza del universo, y se demuestra que es la herramienta perfecta para Stephen, que le está constando mucho escribir. La gran pasión de Penrose es el destino de las estrellas moribundas. Cuando una estrella llega al final de su vida, comienza a colapsar sobre sí misma. Sus cálculos sugieren algo extraordinario. El colapso de la estrella moribunda parece continuar indefinidamente, hasta que la estrella es infinitamente densa, formando un agujero negro en el espacio. Y en el corazón de este agujero negro, Penrose muestra, algo que los científicos llaman una singularidad. Esto es lo que lleva a Stephen a su tema de doctorado. Él siempre ha tenido un escepticismo persistente sobre la Teoría del Estado Estacionario, y ahora puede comenzar a ver una forma de explicar la idea revolucionaria y altamente controversial que el universo podría haber tenido un principio. Sciama, es escéptico pero solidario - contento de ver a su estudiante entusiasmado y listo para trabajar. Mientras tanto, la condición de Stephen sigue disminuyendo, escribe y camina con dificultad y su discurso está empezando a ser insultado. Pero ahora tiene un foco de sus energías y, con el apoyo de Jane, entra en una nueva fase. Asimismo, se compromete a su relación con ella y le pidió que se casara con él y, al hacerlo, exhibiendo una determinación desafiante para sobrevivir.
Con su mente entusiasmada, Stephen comienza a trabajar lejos en las implicaciones del descubrimiento de Penrose y empieza con la idea de una singularidad. Con notable visión - un verdadero momento Eureka - se pregunta: ¿qué pasaría si ejecutó las matemáticas de Penrose al revés? En lugar de caer en algo que nada, ¿qué pasa si la nada explotó en algo? ¿Y si usted solicitó no a una estrella, sino a todo el universo? Respuesta: el universo realmente podría tener su origen en una gran explosión. Por fin, Stephen entra en un período de trabajo académico febril. Aplica los teoremas de Penrose para plegar estrellas del universo mismo. La justificación de la fe de Sciama en él, produce un doctorado de la brillantez real y profundas implicaciones. En teoría, al menos, el Big Bang podría haber ocurrido. Dos años después de su diagnóstico inicial, Stephen no sólo sigue vivo, sino que ha formado parte de un gran avance científico que revoluciona la manera en que pensamos sobre el universo. Hoy el consenso científico es que el universo comenzó con una gran explosión: miles de millones de años atrás, una explosión cósmica trajo espacio y el tiempo a la existencia. A, historia entretejida secundaria sigue una búsqueda científica diferentes pero conectadas. Desconocido para Hawking, justo cuando estaba siendo diagnosticada en 1963, dos científicos estadounidenses se embarcan en su propia misión científica. Su investigación fue producir pruebas concretas para apoyar el trabajo teórico de Hawking. Nos encontramos con Arno Penzias y Robert Wilson, en una habitación de hotel en Estocolmo en 1978. Ellos están siendo entrevistados acerca de su descubrimiento en la víspera de recibir el Premio Nobel de Física. Describen cómo, en las colinas de New Jersey, se escanearon los cielos con un radiotelescopio, y comenzaron a recoger una señal de radio extraña desde el espacio. Con el tiempo, los dos científicos se dieron cuenta de que habían detectado el calor sobrante de la primera, antigua explosión que había creado el universo. Habían encontrado la prueba física del Big Bang.

## Elenco
- Benedict Cumberbatch como Stephen Hawking.
- Michael Brandon como Arno Penzias.
- Tom Hodgkins como Robert Wilson.
- Lisa Dillon como Jane Wilde.
- Phoebe Nicholls como Isobel Hawking.
- Adam Godley como Frank Hawking.
- Peter Firth como Sir Fred Hoyle.
- Tom Ward como Roger Penrose.
- John Sessions como Dennis Sciama.
- Matthew Marsh como Dr. John Holloway
- Alice Eve como Martha Guthrie.